# Kamienica Czerwona w Krakowie
Kamienica Czerwona (Dom Brendlarowski) – zabytkowa kamienica znajdująca się w Krakowie, w dzielnicy I przy Rynku Głównym 46, na Starym Mieście.
Jest typową kamienicą rynkową, o dobrze zachowanym historycznym układzie wnętrz i z częściowo zachowanym wyposażeniem (gotyckie portale, renesansowe stropy, barokowe sztukaterie)

## Historia
Kamienica powstała w drugiej połowie XIV wieku jako dom dwukondygnacyjny z przedprożem. W pierwszej połowie XVI wieku należała do Brendlerów, w trzeciej ćwiartce XVI wieku do doktora praw Erazma Wanzama. W drugiej połowie tego stulecia dokonano renesansowej modernizacji budynku frontowego i wzniesiono jednopiętrową oficynę tylną. Od końca XVI wieku do początku ostatniej ćwierci XVII wieku należała do rodziny Wizembergów. Przed 1621 w kamienicy mieszkała Barbara Lanżanka. W ostatniej ćwierci wieku XVII i na początku wieku XVIII dom należał do rodziny Morsztynów, którzy dokonali całkowitej przebudowy budynku frontowego (m.in. ozdobili ściany i stropy polichromiami, które w części zachowały się do czasów obecnych). 
Do 1736 kamienica należała do Anny Sapieżyny – wojewodziny trockiej. Następnie należała do kupców Nowickich, kupca Jana Ulricha i jego spadkobierców. Na przełomie XVIII i XIX wieku w kamienicy znajdowała się cukiernia. Przed rokiem 1827 dokonano klasycystycznej modernizacji. W 1867 dokonano przebudowy dla kupca korzennego Antoniego Czernego według projektu Teofila Zamojskiego. W 1876 Antoni Hawełka założył w niej sklep "Pod Palmą", prowadzony później przez dysponenta firmy Franciszka Macharskiego. Na parterze za sklepem mieścił się znany w Krakowie lokal gastronomiczny ("handelek"), w którym przy marmurowych pulpitach panowie na stojąco pijali piwo bawarskie, pilzneńskie i inne, podawane w kuflach z grubego szkła. W ścianach zamontowane były palniki gazowe do zapalania cygar. W 1935 oficyny zostały obniżone do wysokości pierwszego piętra.
13 grudnia 1965 kamienica została wpisana do rejestru zabytków. Znajduje się także w gminnej ewidencji zabytków.